# منو (رستوران)

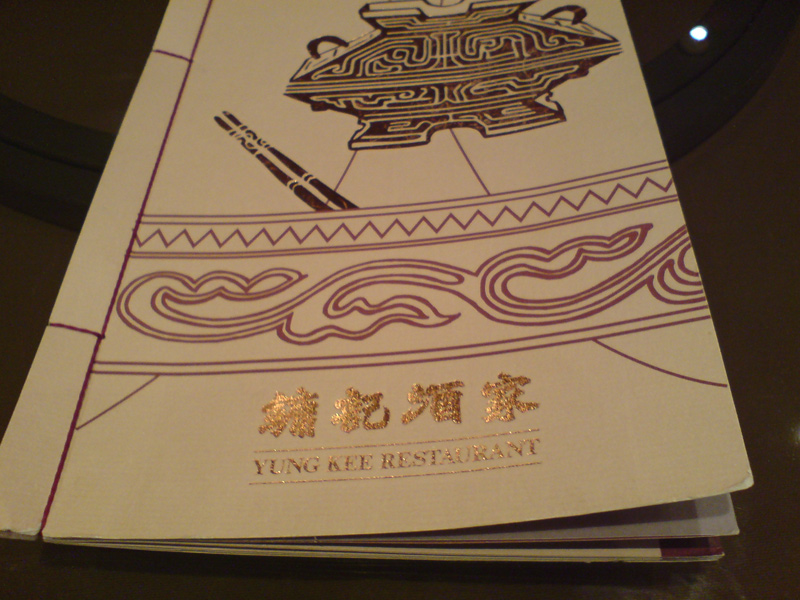
منو در یک رستوران چینی.

صورت‌غذا یا مِنو (به فرانسوی: menu) در رستوران‌ها، بارها، کافه‌ها، چایخانه‌ها و غیره، لیستی است که از گزینه‌های موجود در رستوران که مشتریان می‌توانند غذای مورد پسند خود را از آن انتخاب کنند و سفارش بدهند.
در کشورهای اروپایی منو به‌طور معمول دو گونه دارد، یکی منوی سفارشی (À la carte) و یکی منوی پُرسی (table d'hôte). در گونهٔ نخست، مشتری می‌تواند همه بخش‌های غذا، برای نمونه سیب‌زمینی سرخ‌کرده، سبزی، پیش‌غذا، دسر و ... را جداگانه سفارش دهد. در گونهٔ دوم، خود رستوران، وعده‌های کاملی را شامل پیش‌غذا و دسر و مخلفات با قیمت‌هایی مقطوع از پیش مشخص کرده و مشتری تنها می‌تواند سفارش پرس‌های کامل غذا را بدهد.
برخی غذاخوری‌ها منوهای دسته‌بندی‌شده و جداگانه‌ای دارند مانند منوی اصلی، منوی سالادها، منوی دسر، منوی کافی‌شاپ و غیره.
تهیه‌کنندگان غذا برای مجالس و محافل نیز منوهایی به نام منوی درخواستی آمده می‌کنند مانند منوی پرسنلی، منوی مهمانی، منوی تولد و غیره.

## روان شناسی مهندسی منو[۲]
ادرات و توجه تصویری عضو جدایی ناپذیر تاثیر گذار بر میهمانان برای خواندن منو میباشد . بیشتر منو ها در قالب های بصری زیبا ارائه میشوند اگرچه برخی از اقلام روزانه به صورت شفاهی به میهمانان توضیح داده میشود . اصول مهندسی منو از نظر روانشناسی بر نحوه افزایش توجه خواننده منو از طریق مرتبط سازی و دسته بندی اقلام درج شده در منو تمرکز دارد این نحوه دسته بندی اقلام در صفحات مختلف و مرتب سازی ان به تئوری نقاط شیرین (sweet spots) معروف میباشد اینکه این تئوری از کجا امده است کسی نمیداند اما اولین بار توسط Kelson, A. H در مقاله ای تحت عنوان 10 فرمان برای نگارش یک منو موفق در سال 1994 عنوان شد. به عنوان مثال در تصویر زیر بنگیرید چشم شما به صورت ناخودآگاه از شما 1 به سمت 7 موارد را دنبال میکند . برای بحث در مورد نقاط شیرین یک مقاله جداگانه لازم است اما بحث جالبی است که مبنی دقیق علمی ندارد اما تاثیر گذار است.
تئوری نقاط شیرین به ما متذکر میشود که میهمانان معمولا اولین و آخرین چیزی که در منو میبینند را بیاد میاورند به همین دلیل نقاط شیرین همواره در ابتدا و انتهای منو میتواند قرار گیرد شما در این نقاط میتوانید ان چیزی را که بیشتر تمایل دارید تا بفروشید و حاشیه سود ان برای شما بالاتر است قرار دهید . 
مدیریت حسابداری :
فلسفه مهندسی منو بر ترغیب مشتریان بر انتخاب موارد با حاشیه سود بالا در منو میباشد. جهت تحقق ایم مهم ابتدا میباید قیمت تمام شده غذاهای ارائه شده در منو را به‌درستی محاسبه نمود . برای محاسبه قیمت تمام شده یک غذا میباید تمامی هزینه ها از هزینه های مربوط به مواد اولیه تا سربار ها برای تک تک موارد ذکر شده در منو محاسبه شود تا غذاهای پر سود و کم سود مشخص گردد. اجازه دهید با مثال ایم مورد را برای شما روشن تر نمایم . فرض کنید در رستوران شما قیمت تمام شده یک استیک 20$ و قیمت تمام شده گردن رست شده 15$ میباشد قیمت فروش استیک 22$ اما قیمت فروش گردن رست شده 18$ در نظر گرفته شده است . به روشنی حاشیه سود گردن رست شده از استیک بیشتر است لذا ابتدا غذایی که دارای حاشیه سود بالاتر است در منو دارای اهمیت خواهد بود . 